# Lasioglossum florale
Lasioglossum florale är en biart som först beskrevs av Smith 1853.  Lasioglossum florale ingår i släktet smalbin, och familjen vägbin. Inga underarter finns listade i Catalogue of Life.

## Bildgalleri

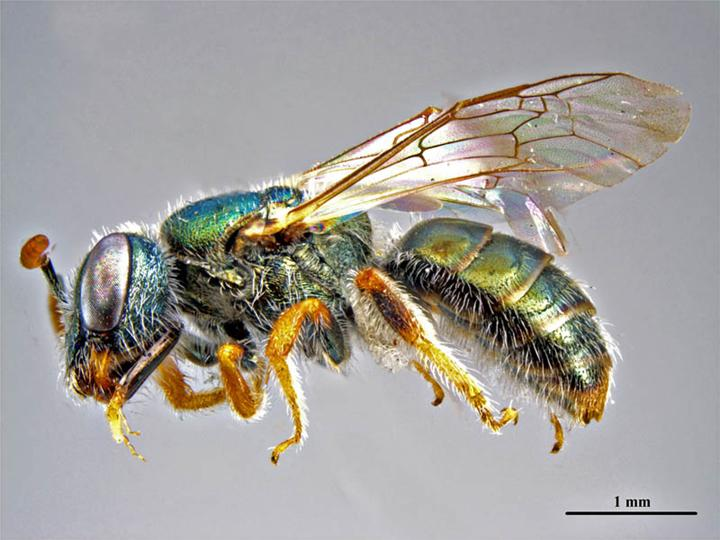
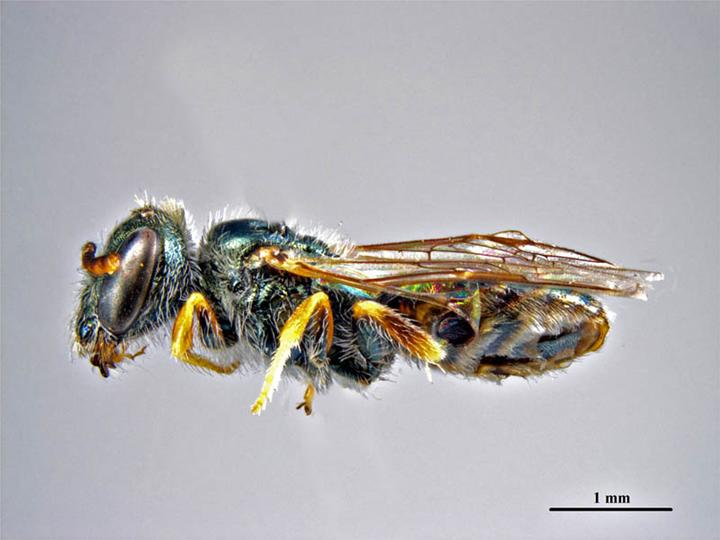
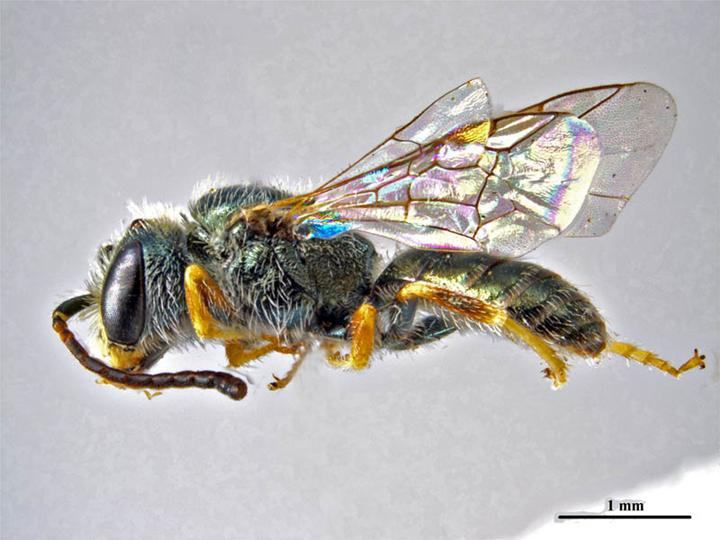
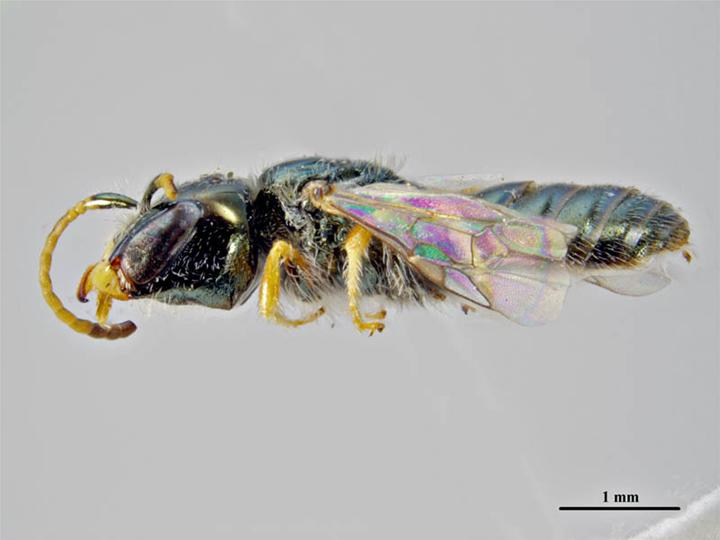